# 竇氏江
竇皇后（越南语：／，？—？），名竇氏江（越南语：／），越南莫朝皇后，莫太宗之（第二位）妻。
竇氏江事蹟不詳，但能確定她被莫太宗莫登瀛立為皇后，並與他生下寧王莫敬滋，而竇氏江何時去世已不清楚。